# Ortholinea
Ortholinea là một chi thích ty bào thuộc họ Ortholineidae.
Các loài thuộc chi này có ở châu Âu và Bắc Mỹ.
Loài:
- Ortholinea divergens (Thélohan, 1895)
- Ortholinea fluviatilis Lom & Dykova, 1995
- Ortholinea gobiusi Naidenova, 1968
- Ortholinea macrouri Kovaljova, Velev & Vladev, 1993
- Ortholinea orientalis (Shulman & Shulman-Albova, 1953)
- Ortholinea sakinachanumae Ibragimov, 1988